# Polemonium boreale
Polemonium boreale — вид трав'янистих рослин родини синюхові (Polemoniaceae), поширений на півночі Північної Америки та Євразії.

## Опис
Одиночна трава з коротким, горизонтальним кореневищем і звичайно розгалуженим, більш-менш вертикальним каудесом нижче і на рівні землі. Каудексові гілки короткі, 0.2–0.5 см в ширину, блідо-сіро-коричневі, щільно вкриті сухими оболонками старого листя. Листя в основному базальне. Стебла 3–12(20) см, висхідні або прямі, часто розгалужені в суцвітті. Листки, стебла та чашечки опушені, більш-менш залозисті, жовтуваті білі волоски до 1–1.5 мм. У рослин є трохи неприємний запах через залози. Листя чергуються. Базальні листя з дуже короткими черешками, листові пластини 3–7 × 1–2 см, від довгастих до вузько видовжених у контурі, щільно перисті, зеленого кольору. Всі листові фрагменти майже такого ж розміру та форми, 6–10 × 3–5 мм, яйцеподібні, тупі або підгострі. Стеблові листки простіші з меншою кількістю пар листків, найвищі як нерозділені приквітки гілок у суцвіття.
Суцвіття з квітами, що чергуються на правій та лівій сторонах, з 3–5(6) квітами, за винятком нижньої квітки. Квітоніжки 0.5–3 см. Квіти радіально симетричні. Чашечка з 5 чашолистками, 6–9 × 3–5 мм, дзвоноподібна, чашечкові частки 4–6 × 1.3–1.8 мм, довгасті, тупі або підгострі, темно-зелені. Вінчик 10–20 × 10–25 мм, з 5 пелюстками, що зливаються приблизно на половині довжини, широко лійковий, з частками широко округленими. Вінчик часто має три кольори: пелюстки небесно-блакитні, трубка віночка білувата, часто з пурпурним або фіолетовим кільцем між трубкою та пелюстками. Тичинки 5. Пиляки 0.8–1 мм, від широко довгастих до кулястих, фіолетово-сині, жовтіють. Плід — від яйцеподібної до кулястої форми коробочка з кількома насінинами на комірку. 2n=18(2x).

## Поширення
Північна Америка: Ґренландія, Канада, Аляска — США; Європа: пн.-сх. Норвегія, Свальбард; Азія: Сибір, Далекий Схід. Населяє пустища, луки на сприятливих, зазвичай південних схилах, і особливо в місцях, що знаходяться в місцях, близьких до колоній птахів; 0—2400 м.

## Галерея

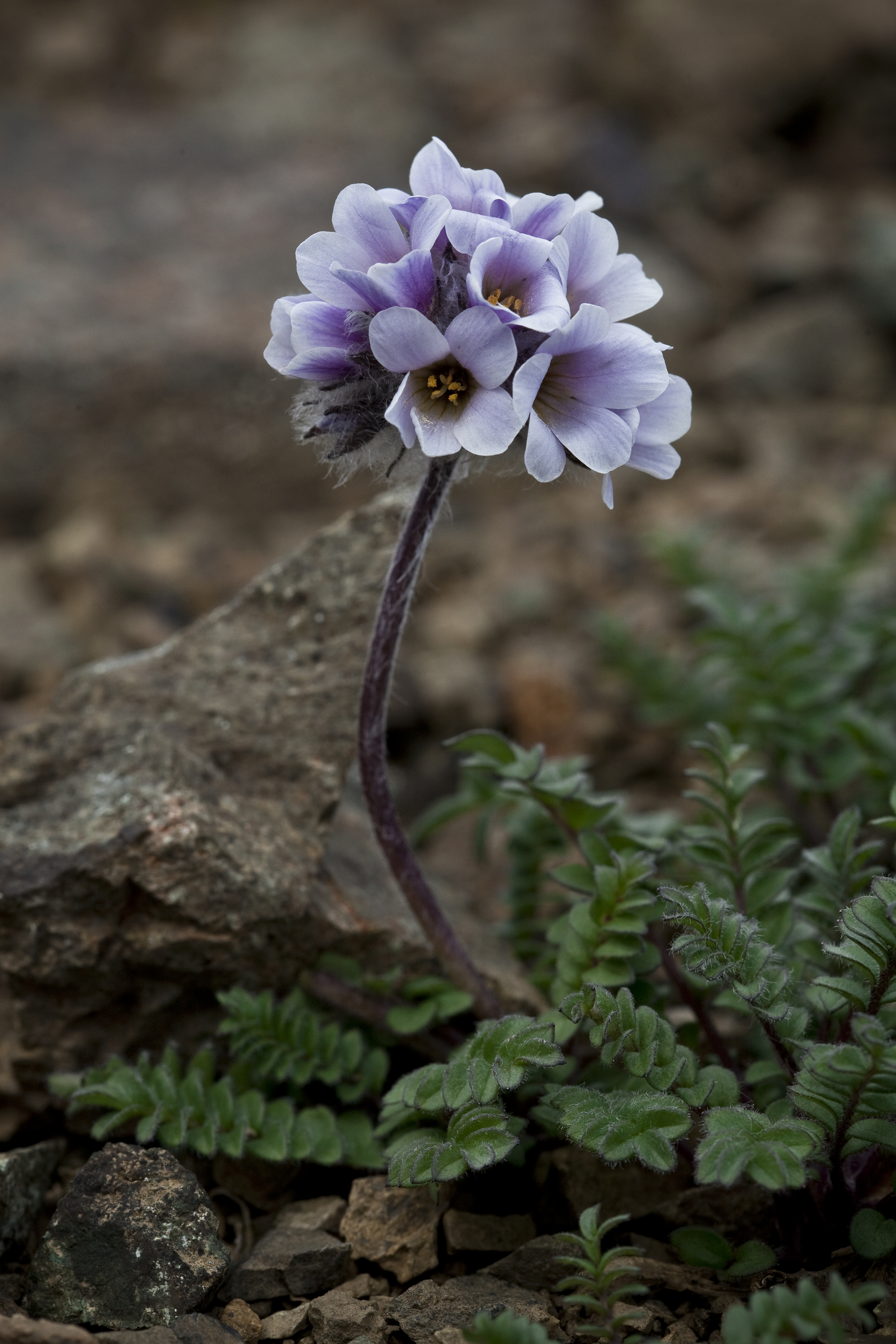
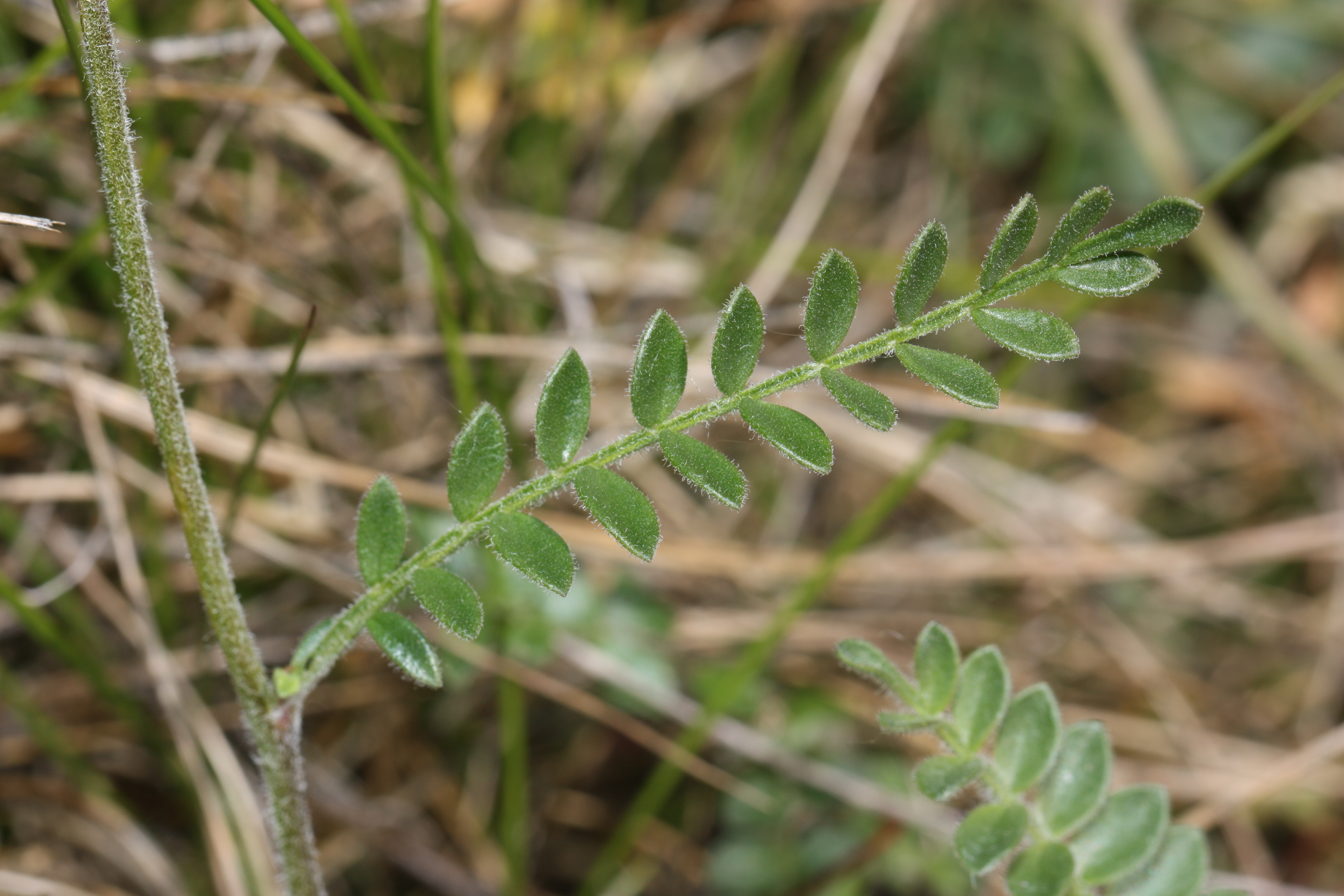
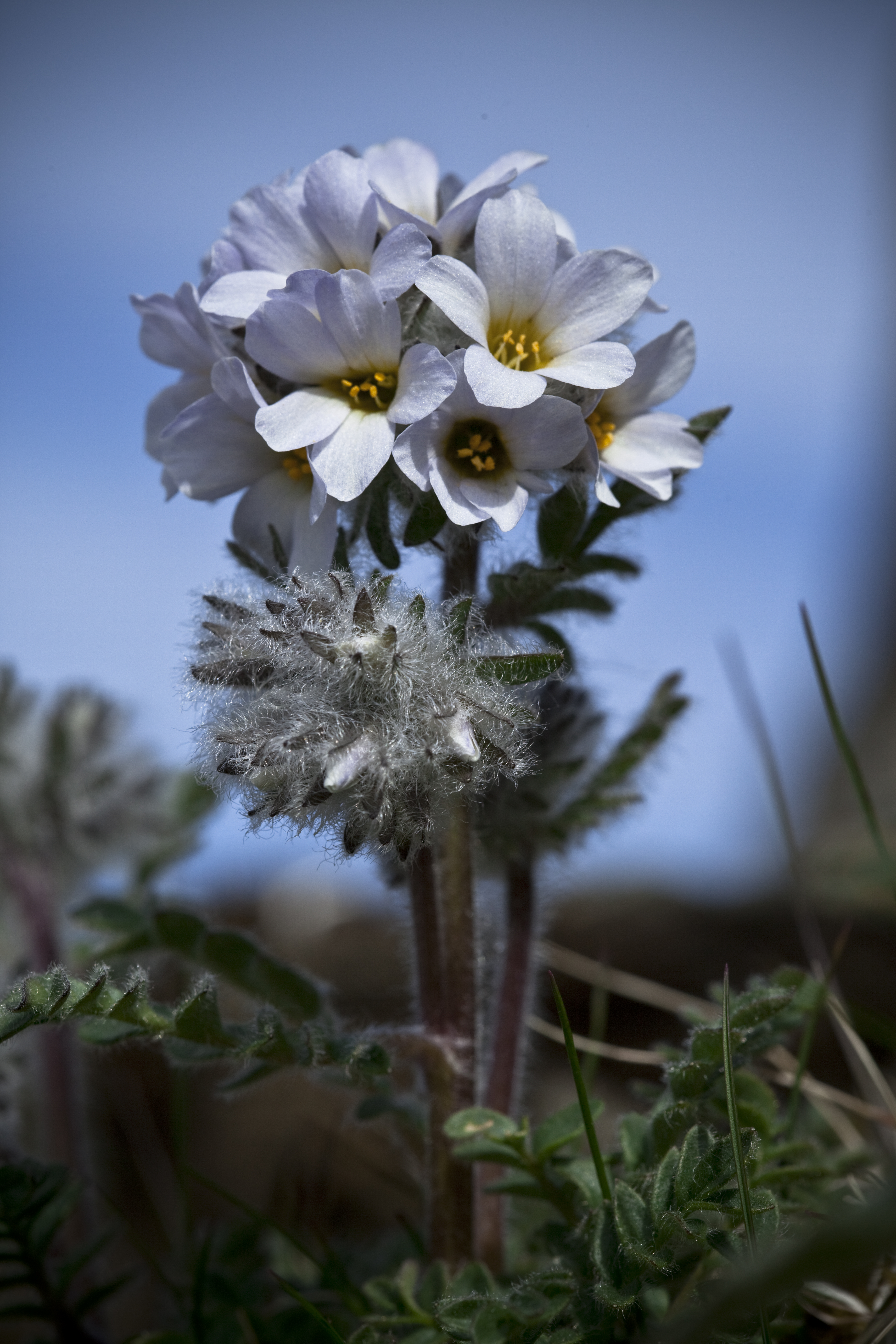